# Resolución 824 del Consejo de Seguridad de las Naciones Unidas
La resolución 824 del Consejo de Seguridad de las Naciones Unidas, adoptada por unanimidad el 6 de mayo de 1993, después de considerar un reporte por el Secretario General Boutros Boutros-Ghali conforme a la resolución 819 (1993), el Consejo discutió el tratamiento de ciertos pueblos y sus alrededores como "áreas seguras" en Bosnia y Herzegovina.
La práctica de la limpieza étnica fue condenada nuevamente junto con la obstrucción de la ayuda humanitaria en áreas afectadas, mientras que el Consejo expreso preocupación por el gran número de personas desalojadas en la región. Los ataques por paramilitares serbobosnios en varios pueblos bosnios también causó la preocupación del Consejo de Seguridad. Indicaba la única característica de la ciudad de Sarajevo como un centro multicultural, multiétnico y pluri-religioso el cual ejemplificaba la viabilidad de la coexistencia e interrelaciones entre todas las comunidades en Bosnia y Herzegovina y la necesidad de preservarla para evitar una mayor destrucción.
Actuando bajo el Capítulo VII de la Carta de las Naciones Unidas y recordando las provisiones de la resolución 815 (1993) en el mandato de la Fuerza de Protección de las Naciones Unidas (UNPROFOR), la resolución demandó que la captura de territorio a través de la fuerza cesara. También declaró que Sarajevo, Tuzla, Žepa, Goražde, Bihać, al igual que Srebrenica, fueran tratadas como áreas seguras por todos los beligerantes en cuestión y liberadas de ataques hostiles. Además, el Consejo demandó que los ataques se detuvieran y que los serbobosnios se retiraran, y que se permitiera acceso sin obstáculos para UNPROFOR y organizaciones internacionales. Sin embargo, no hubo mención sobre medidas reforzadoras en caso de que las provisiones no fuesen implementadas.
La fuerza de UNPROFOR fue aumentada por 50 observadores militares junto con equipamiento militar y apoyo logístico, demandando a todos los partidos que cooperaran con la fuerza de mantenimiento de paz. El Secretario General también pidió que se monitoreara la situación humanitaria en Bosnia y Herzegovina.
La resolución 824 concluyó declarando que medidas adicionales serían tomadas si cualquier partido fallaba en implementar la resolución presente y que las provisiones de la resolución actual permanecerían vigentes hasta que las hostilidades cesaran, las tropas se separaran y que la supervisión de armamento pesado fuese colocada.